# Толвиньский, Константы
Константы Толвиньский (пол. Konstanty Tołwiński; 24 декабря 1876, Виленская губерния — 16 мая 1961, Краков) — польский геолог, академик ПАН.

## Биография
Родился 24 декабря 1876 года в городе Крепковье (Krepkowie), Виленская губерния, Российская империя.
В 1919—1939 годах — директор Карпатского геолого-нефтяного института в городе Борислав,
Исследовал геологическое строение Восточных Карпат, а также нефтяные и газовые месторождения Предкарпатья.
Действительный член Польской академии наук.
Скончался 16 мая 1961 года в городе Краков.